# القلج
القلج إحدى قرى مركز الخانكة التابع لمحافظة القليوبية بجمهورية مصر العربية.

## التاريخ
تحدث محمد رمزى في كتابه القاموس الجغرافي للبلاد المصرية عن هذه القرية فقال: «دلني البحث على أن هذه القرية كانت تسمى قديما الزيات فصلت عن ناحية المرج، وفي تربيع سنة 933 هـ قيد زمامها في دفاتر المكلفات باسم القلج نسبة إلى الشيخ قلج الرومي الأدهمي شيخ زاوية السلطان قايتباي بالمرج والزيات المتوفي سنة 891 هـ كما ورد في تاريخ مصر لابن إياس. وللاحتفاظ بالاسم القديم لهذه القرية وهو الزيات لسهولة الاسترشاد إلى زمامها القديم ضم اسمها في تاريخ سنة 1228 هـ إلى اسم القلج وصارت القرية تعرف باسم القلج والزيات وفي مساحة سنة 1227 هـ قيد زمامها باسم القلج وهو اسمها الحالي وحذف الاسم القديم.»

## السكان
بلغ عدد سكان القلج 60,254 نسمة، حسب الإحصاء الرسمي لعام 2006.

## مشاهيرها
- إخلاص فخري: (1940) شاعرة وأستاذة جامعيّة.[3]